# كارل إنغستروم (لاعب كرة سلة)
كارل إنغستروم (26 سبتمبر 1991 بيستاد في السويد - ) هو لاعب كرة سلة سويدي في مركز الوسط. لعب مع سودرتاليا كينغ.

## وصلات خارجية
- كارل إنغستروم على موقع الاتحاد الدولي لكرة السلة (الإنجليزية)
- كارل إنغستروم على موقع كرة السلة الأوروبية.كوم (الإنجليزية)
- كارل إنغستروم على موقع كلية كرة السلة في سبورتس رفرنس.كوم (الإنجليزية)
- كارل إنغستروم على موقع ريلجم (الإنجليزية)
- كارل إنغستروم على موقع بروبوليرز (الإنجليزية)